# Fuvahmulah-City
Fuvahmulah-City mit der Thaana-Kurzbezeichnung Gnaviyani ist ein Verwaltungsatoll (Distrikt) im Süden der Malediven.
Es umfasst das Gebiet des Fuvahmulah-Atolls, das nur aus der gleichnamigen Insel Fuvahmulah besteht. 2014 hatte der Distrikt 8095 Einwohner.